# Calcio Monza 1993-1994
Questa pagina raccoglie le informazioni riguardanti il Calcio Monza nelle competizioni ufficiali della stagione 1993-1994.

## Stagione
Nella stagione 1993-1994 il Monza disputa il campionato di Serie B piazzandosi con 23 punti in ultima posizione, lasciando così il campionato cadetto dopo due stagioni, ritornando in Serie C1. La stagione è iniziata con il confermato Giovanni Trainini in panchina, poi a metà novembre dopo la sconfitta interna (0-1) subita contro l'Hellas Verona, con i brianzoli ultimi a 6 punti in classifica, il timone della squadra brianzola viene passato a Nedo Sonetti. Con il tecnico toscano arriva qualche vittoria interna, ma sempre lontani da una concreta ipotesi di salvezza. Solo al termine del girone di andata, dopo aver battuto (3-1) il Palermo, il Monza era ultimo con 14 punti insieme al Modena, ma a sole 3 lunghezze dalla zona salvezza, poi però nel girone di ritorno ha raccolto solo la miseria di 9 punti, che hanno reso sempre più verosimile il ritorno in terza serie. Anche in Coppa Italia il Monza raccoglie in agosto una magra figura, subito eliminata dal Venezia.

## Rosa
| N. |                   | Ruolo | Calciatore         |
| -- | ----------------- | ----- | ------------------ |
|    | Italia (bandiera) | A     | Edoardo Artistico  |
|    | Italia (bandiera) | D     | Marco Babini       |
|    | Italia (bandiera) | D     | Francesco Bega     |
|    | Italia (bandiera) | C     | Fabio Bellotti     |
|    | Italia (bandiera) | A     | Roberto Bonazzi    |
|    | Italia (bandiera) | C     | Massimo Brambilla  |
|    | Italia (bandiera) | A     | Alessio Brogi      |
|    | Italia (bandiera) | D     | Antonio Dell'Oglio |
|    | Italia (bandiera) | C     | Ivano Della Morte  |
|    | Italia (bandiera) | D     | Alessio Delpiano   |
|    | Italia (bandiera) | D     | Claudio Finetti    |
|    | Italia (bandiera) | C     | Salvatore Giorgio  |
|    | Italia (bandiera) | A     | Leonardo Gritti    |

| N. |                   | Ruolo | Calciatore            |
| -- | ----------------- | ----- | --------------------- |
|    | Italia (bandiera) | D     | Mark Iuliano          |
|    | Italia (bandiera) | P     | Paolo Mancini         |
|    | Italia (bandiera) | D     | Gian Paolo Manighetti |
|    | Italia (bandiera) | D     | Stefano Marra         |
|    | Italia (bandiera) | C     | Michele Mignani       |
|    | Italia (bandiera) | P     | Maurizio Monguzzi     |
|    | Italia (bandiera) | A     | Federico Pisani       |
|    | Italia (bandiera) | D     | Ruggero Radice        |
|    | Italia (bandiera) | P     | Maurizio Rollandi     |
|    | Italia (bandiera) | C     | Alessandro Romano     |
|    | Italia (bandiera) | D     | Francesco Rossi       |
|    | Italia (bandiera) | C     | Fulvio Saini          |
|    | Italia (bandiera) | A     | Fabian Valtolina      |

## Risultati

### Serie B

#### Girone di andata
| Arbitro: | Tombolini (Ancona) |

|  |           |             |
|  | Marcatori | 45’ Cuicchi |

| Bari 5 settembre 1993 2ª giornata | Bari           | 0 – 0 | Monza | Stadio San Nicola\| Arbitro: \| Nepi (Viterbo) \| |
| Arbitro:                          | Nepi (Viterbo) |       |       |                                                   |

| Arbitro: | Lana (Torino) |

|                           |           |                                 |
| Dolcetti 22’ Scugugia 54’ | Marcatori | 48’ Artistico 85’ (aut.) Hubner |

| Arbitro: | Arena (Ercolano) |

|                          |           |  |
| Delpiano 47’ Giorgio 58’ | Marcatori |  |

| Arbitro: | Franceschini (Bari) |

|                     |           |  |
| Di Carlo 89’ (rig.) | Marcatori |  |

| Arbitro: | Pacifici (Roma) |

|            |           |                                   |
| Romano 50’ | Marcatori | 9’ Adani 11’ Provitali 18’ Chiesa |

| Arbitro: | Collina (Viareggio) |

|                                                                   |           |  |
| Domini 27’ (rig.) Schenardi 29’ Lerda 46’ Ambrosetti 78’ Neri 91’ | Marcatori |  |

| Arbitro: | Brignoccoli (Ancona) |

|               |           |               |
| Artistico 59’ | Marcatori | 39’ Borgonovo |

| Arbitro: | Beschin (Legnago) |

|                         |           |  |
| Rastelli 14’ Albino 63’ | Marcatori |  |

| Monza 31 ottobre 1993 10ª giornata | Monza          | 0 – 0 | Acireale | Stadio Brianteo\| Arbitro: \| Nepi (Viterbo) \| |
| Arbitro:                           | Nepi (Viterbo) |       |          |                                                 |

| Arbitro: | Braschi (Prato) |

|  |           |            |
|  | Marcatori | 56’ Guerra |

| Arbitro: | Pacifici (Roma) |

|                           |           |  |
| Pierleoni 21’ Troglio 87’ | Marcatori |  |

| Monza 28 novembre 1993 13ª giornata | Monza               | 0 – 0 | Venezia | Stadio Brianteo\| Arbitro: \| Borriello (Mantova) \| |
| Arbitro:                            | Borriello (Mantova) |       |         |                                                      |

| Arbitro: | Bettin (Padova) |

|                |           |               |
| Napolitano 40’ | Marcatori | 92’ Valtolina |

| Arbitro: | Bazzoli (Merano) |

|                                      |           |           |
| Finetti 52’ Radice 60’ Valtolina 84’ | Marcatori | 90’ Muzzi |

| Arbitro: | Cinciripini (Ascoli Piceno) |

|                |           |            |
| Vieri 13’, 72’ | Marcatori | 73’ Pisani |

| Arbitro: | Pellegrino (Barcellona Pozzo di Gotto) |

|                          |           |            |
| Artistico 47’ Radice 82’ | Marcatori | 74’ Caccia |

| Arbitro: | Tombolini (Ancona) |

|                              |           |  |
| Luppi 32’ Batistuta 42’, 90’ | Marcatori |  |

| Arbitro: | Dinelli (Lucca) |

|                                        |           |               |
| Valtolina 22’, 49’ De Sensi 89’ (aut.) | Marcatori | 31’ Bigliardi |

#### Girone di ritorno
| Arbitro: | Lana (Torino) |

|              |           |  |
| Gabrieli 29’ | Marcatori |  |

| Arbitro: | Treossi (Forlì) |

|  |           |              |
|  | Marcatori | 6’ Tovalieri |

| Arbitro: | Bettin (Padova) |

|  |           |            |
|  | Marcatori | 87’ Hubner |

| Arbitro: | Fucci (Salerno) |

|          |           |  |
| Ripa 93’ | Marcatori |  |

| Monza 20 febbraio 1994 24ª giornata | Monza           | 0 – 0 | Vicenza | Stadio Brianteo\| Arbitro: \| Cesari (Genova) \| |
| Arbitro:                            | Cesari (Genova) |       |         |                                                  |

| Arbitro: | Franceschini (Bari) |

|                     |           |              |
| Delpiano 16’ (aut.) | Marcatori | 93’ Delpiano |

| Arbitro: | Racalbuto (Gallarate) |

|  |           |                      |
|  | Marcatori | 19’, 28’ Baronchelli |

| Arbitro: | Quartuccio (Torre Annunziata) |

|                                    |           |                   |
| A. Carnevale 48’ (rig.) Dicara 79’ | Marcatori | 66’ (aut.) Dicara |

| Monza 27 marzo 1994 28ª giornata | Monza          | 0 – 0 | Lucchese | Stadio Brianteo\| Arbitro: \| Nepi (Viterbo) \| |
| Arbitro:                         | Nepi (Viterbo) |       |          |                                                 |

| Arbitro: | Brignoccoli (Ancona) |

|                           |           |               |
| A. Morello 37’ Di Dio 88’ | Marcatori | 92’ Valtolina |

| Arbitro: | Rosica (Roma) |

|               |           |  |
| Lunini 6’, 8’ | Marcatori |  |

| Arbitro: | Fucci (Salerno) |

|                |           |              |
| Manighetti 52’ | Marcatori | 59’ Bierhoff |

| Arbitro: | Pacifici (Roma) |

|                           |           |            |
| Carruezzo 81’ Mariani 92’ | Marcatori | 37’ Pisani |

| Monza 1º maggio 1994 33ª giornata | Monza               | 0 – 0 | Cosenza | Stadio Brianteo\| Arbitro: \| Franceschini (Bari) \| |
| Arbitro:                          | Franceschini (Bari) |       |         |                                                      |

| Arbitro: | Brignoccoli (Ancona) |

|                                |           |               |
| Lorenzini 40’ Rocco 86’ (rig.) | Marcatori | 70’ Artistico |

| Arbitro: | Trentalange (Torino) |

|                                              |           |  |
| Romano 15’ Brogi 23’ Saini 27’ Valtolina 46’ | Marcatori |  |

| Arbitro: | Dinelli (Lucca) |

|                |           |               |
| De Angelis 90’ | Marcatori | 57’ Valtolina |

| Monza 29 maggio 1994 37ª giornata | Monza               | 0 – 0 | Fiorentina | Stadio Brianteo\| Arbitro: \| Borriello (Mantova) \| |
| Arbitro:                          | Borriello (Mantova) |       |            |                                                      |

| Arbitro: | Stafoggia (Pesaro) |

|           |           |  |
| Biffi 48’ | Marcatori |  |

### Coppa Italia
| Arbitro: | Lana (Torino) |

|                      |           |                        |
| Artistico 40’ (rig.) | Marcatori | 6’ Di Già 120’ Bonaldi |

## Statistiche

### Statistiche di squadra
| Competizione | Punti | In casa | In casa | In casa | In casa | In casa | In casa | In trasferta | In trasferta | In trasferta | In trasferta | In trasferta | In trasferta | Totale | Totale | Totale | Totale | Totale | Totale | DR  |
| Competizione | Punti | G       | V       | N       | P       | Gf      | Gs      | G            | V            | N            | P            | Gf           | Gs           | G      | V      | N      | P      | Gf     | Gs     | DR  |
| ------------ | ----- | ------- | ------- | ------- | ------- | ------- | ------- | ------------ | ------------ | ------------ | ------------ | ------------ | ------------ | ------ | ------ | ------ | ------ | ------ | ------ | --- |
| Serie B      | 23    | 19      | 5       | 8       | 6       | 17      | 14      | 19           | 0            | 5            | 14           | 10           | 33           | 38     | 5      | 13     | 20     | 27     | 47     | -20 |
| Coppa Italia |       | 1       | 0       | 0       | 1       | 1       | 2       | -            | -            | -            | -            | -            | -            | 1      | 0      | 0      | 1      | 1      | 2      | -1  |
| Totale       |       | 20      | 5       | 8       | 7       | 18      | 16      | 19           | 0            | 5            | 14           | 10           | 33           | 39     | 5      | 13     | 21     | 28     | 49     | -21 |

### Statistiche dei giocatori
| Giocatore      | Serie B  | Serie B | Serie B     | Serie B    | Coppa Italia | Coppa Italia | Coppa Italia | Coppa Italia | Totale   | Totale | Totale      | Totale     |
| Giocatore      | Presenze | Reti    | Ammonizioni | Espulsioni | Presenze     | Reti         | Ammonizioni  | Espulsioni   | Presenze | Reti   | Ammonizioni | Espulsioni |
| -------------- | -------- | ------- | ----------- | ---------- | ------------ | ------------ | ------------ | ------------ | -------- | ------ | ----------- | ---------- |
| E. Artistico   | 33       | 4       | ?           | ?          | ?            | ?            | ?            | ?            | 33+      | 4+     | ?           | ?          |
| M. Babini      | 25       | 0       | ?           | ?          | ?            | ?            | ?            | ?            | 25+      | 0+     | ?           | ?          |
| F. Bega        | 2        | 0       | ?           | ?          | ?            | ?            | ?            | ?            | 2+       | 0+     | ?           | ?          |
| F. Bellotti    | 19       | 0       | ?           | ?          | ?            | ?            | ?            | ?            | 19+      | 0+     | ?           | ?          |
| R. Bonazzi     | 11       | 0       | ?           | ?          | ?            | ?            | ?            | ?            | 11+      | 0+     | ?           | ?          |
| M. Brambilla   | 35       | 0       | ?           | ?          | ?            | ?            | ?            | ?            | 35+      | 0+     | ?           | ?          |
| A. Brogi       | 6        | 1       | ?           | ?          | ?            | ?            | ?            | ?            | 6+       | 1+     | ?           | ?          |
| A. Dell'Oglio  | 16       | 0       | ?           | ?          | ?            | ?            | ?            | ?            | 16+      | 0+     | ?           | ?          |
| I. Della Morte | 16       | 0       | ?           | ?          | ?            | ?            | ?            | ?            | 16+      | 0+     | ?           | ?          |
| A. Delpiano    | 30       | 2       | ?           | ?          | ?            | ?            | ?            | ?            | 30+      | 2+     | ?           | ?          |
| C. Finetti     | 28       | 1       | ?           | ?          | ?            | ?            | ?            | ?            | 28+      | 1+     | ?           | ?          |
| S. Giorgio     | 8        | 1       | ?           | ?          | ?            | ?            | ?            | ?            | 8+       | 1+     | ?           | ?          |
| L. Gritti      | 2        | 0       | ?           | ?          | ?            | ?            | ?            | ?            | 2+       | 0+     | ?           | ?          |
| M. Iuliano     | 16       | 0       | ?           | ?          | ?            | ?            | ?            | ?            | 16+      | 0+     | ?           | ?          |
| P. Mancini     | 12       | -18     | ?           | ?          | ?            | ?            | ?            | ?            | 12+      | -18+   | ?           | ?          |
| G. Manighetti  | 36       | 1       | ?           | ?          | ?            | ?            | ?            | ?            | 36+      | 1+     | ?           | ?          |
| S. Marra       | 13       | 0       | ?           | ?          | ?            | ?            | ?            | ?            | 13+      | 0+     | ?           | ?          |
| M. Mignani     | 16       | 0       | ?           | ?          | ?            | ?            | ?            | ?            | 16+      | 0+     | ?           | ?          |
| M. Monguzzi    | 20       | -24     | ?           | ?          | ?            | ?            | ?            | ?            | 20+      | -24+   | ?           | ?          |
| F. Pisani      | 21       | 2       | ?           | ?          | ?            | ?            | ?            | ?            | 21+      | 2+     | ?           | ?          |
| R. Radice      | 25       | 2       | ?           | ?          | ?            | ?            | ?            | ?            | 25+      | 2+     | ?           | ?          |
| M. Rollandi    | 6        | -5      | ?           | ?          | ?            | ?            | ?            | ?            | 6+       | -5+    | ?           | ?          |
| A. Romano      | 34       | 2       | ?           | ?          | ?            | ?            | ?            | ?            | 34+      | 2+     | ?           | ?          |
| F. Rossi       | 2        | 0       | ?           | ?          | ?            | ?            | ?            | ?            | 2+       | 0+     | ?           | ?          |
| F. Saini       | 27       | 1       | ?           | ?          | ?            | ?            | ?            | ?            | 27+      | 1+     | ?           | ?          |
| F. Valtolina   | 29       | 7       | ?           | ?          | ?            | ?            | ?            | ?            | 29+      | 7+     | ?           | ?          |